# Hipposideros khasiana
Hipposideros khasiana és una espècie de ratpenat de la família dels hiposidèrids. Viu als monts Khasi, a Meghalaya (nord-est de l'Índia). És una espècie propera a H. larvatus, però fa servir una altra freqüència per l'ecolocalització (85 kHz en lloc de 98 kHz) i té les orelles i els avantbraços més llargs. La descripció original d'aquesta espècie és particularment curta, de manera que no és clar si compleix els requisits de l'ICZN.